# Hugenottenkirche (Wilhelmsdorf)

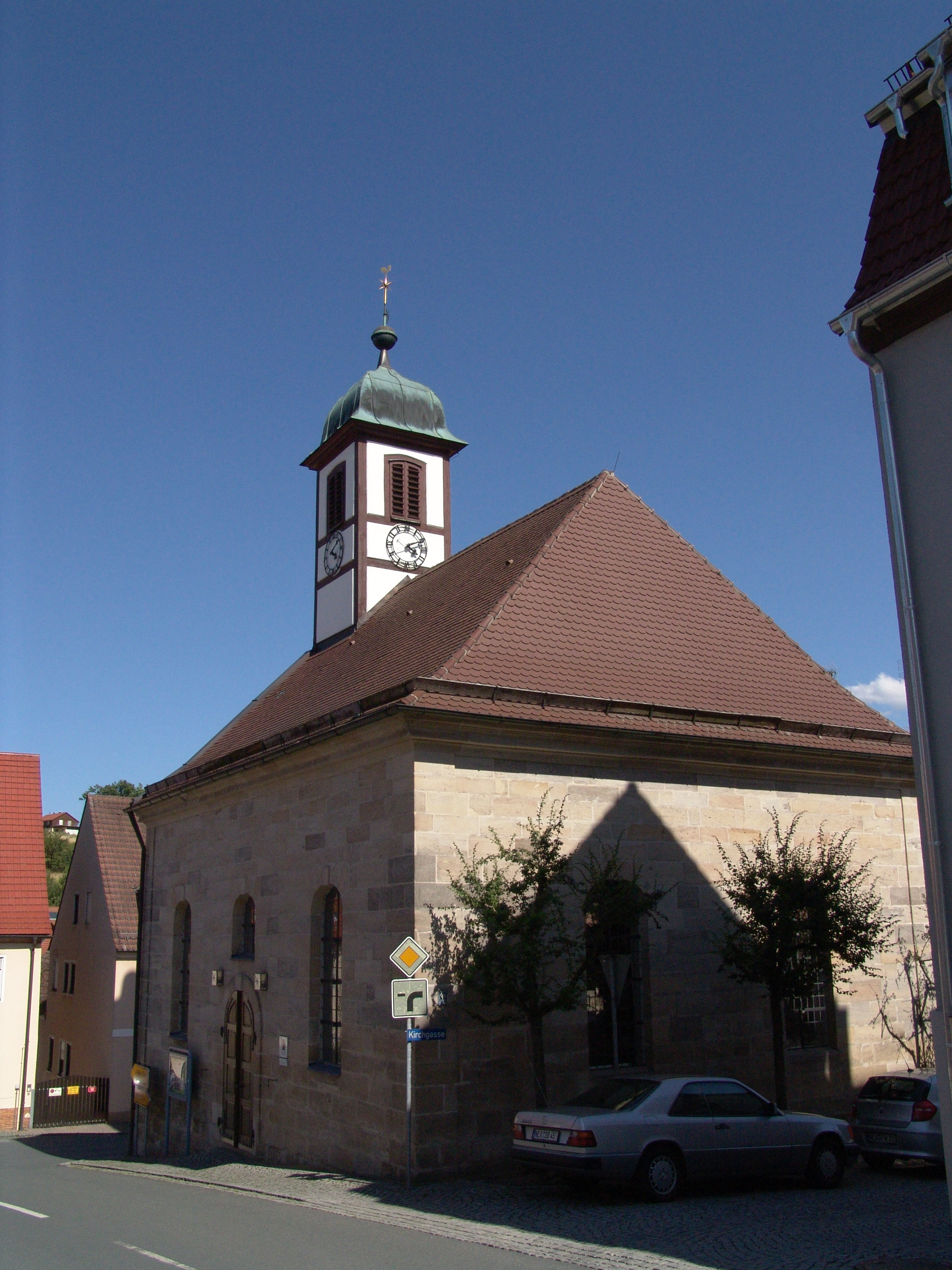
Hugenottenkirche (Wilhelmsdorf)

Die denkmalgeschützte, evangelisch-lutherische Hugenottenkirche steht in Wilhelmsdorf, einer Gemeinde im Landkreis Neustadt an der Aisch-Bad Windsheim (Mittelfranken, Bayern). Die Kirche ist unter der Denkmalnummer D-5-75-181-1 als Baudenkmal in der Bayerischen Denkmalliste eingetragen.

## Beschreibung
Die Saalkirche wurde 1753 aus Quadermauerwerk errichtet. Aus dem Halbwalmdach erhebt sich im Osten ein quadratischer Dachreiter, der die Turmuhr und den Glockenstuhl beherbergt, und der mit einer Glockenhaube bedeckt ist. An der Westwand des Innenraums ist die Kanzel mit ihrem Schalldeckel zwischen den beiden Fenstern angebracht. Davor steht der Altar. Die Orgel steht auf der Empore vor der Ostwand. Sie hat 15 Register, zwei Manuale und Pedal und wurde als Opus 178 von der Hey Orgelbau 1986 errichtet.